# 小行星96747
小行星96747（96747 Crespodasilva）是一顆主帶小行星，發現者是Lucy D’Escoffier Crespo da Silva。她於1999年8月16日在Wallace Astrophysical Observatory觀測時發現了這顆新的小行星。
Crespo da Silva 當時仍在麻省理工學院肄業，學習地球、大氣和行星科學，於2000年12月就將獲得學位，但她在2000年11月就過世了。她的專業領域是觀測小行星的光度曲線。
通常情況，天文學家不能用自己的名字命名發現的小行星，而要用其他人的名字或相互命名，但這顆小行星是個例外。在她過世之後，麻省理工學院行星科學學院的一位成員建議將她發現的這顆小行星以她的名字命名，以表彰她在這個領域的卓越貢獻，這顆小行星遂破例被命名為 (96747) Crespodasilva。

## 外部連結
- 小行星96747 at the JPL Small-Body Database 
  - Close approach · Discovery · Ephemeris · Orbit diagram · Orbital elements · Physical parameters